# Barmsteine
Die Barmsteine (bairisch: Bamstoana) sind zwei Felstürme mit einer Höhe von 841 m und 851 m am Nordostrand der Berchtesgadener Alpen, beziehungsweise an der Westseite des Salzachtals. Sie stehen oberhalb der österreichischen Stadt Hallein, an der steil abfallenden Flanke des Tuval und über sie verläuft die Grenze zwischen dem Landkreis Berchtesgadener Land und dem Land Salzburg bzw. zwischen Deutschland und Österreich.

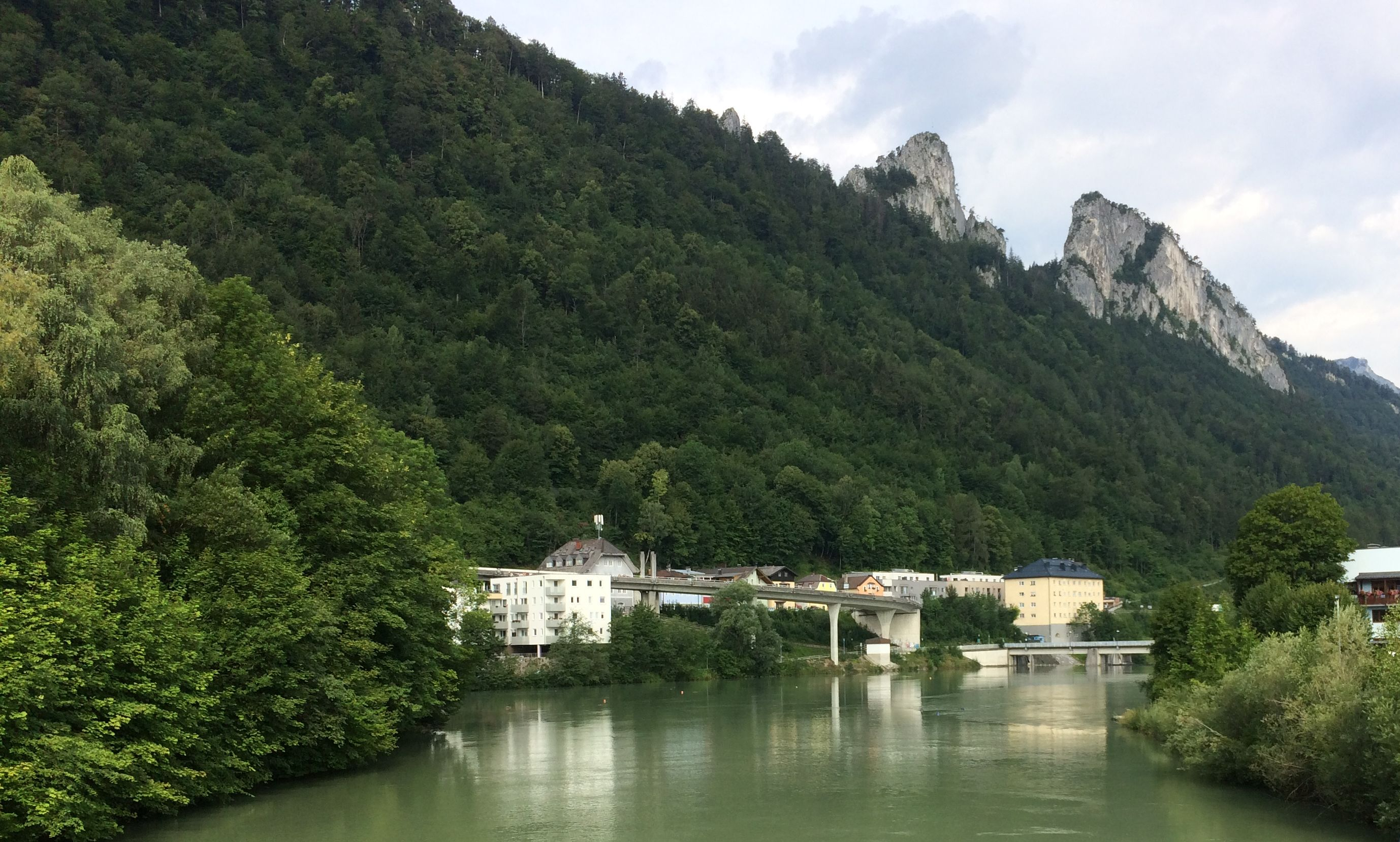
Barmsteine mit Hallein-Salzach

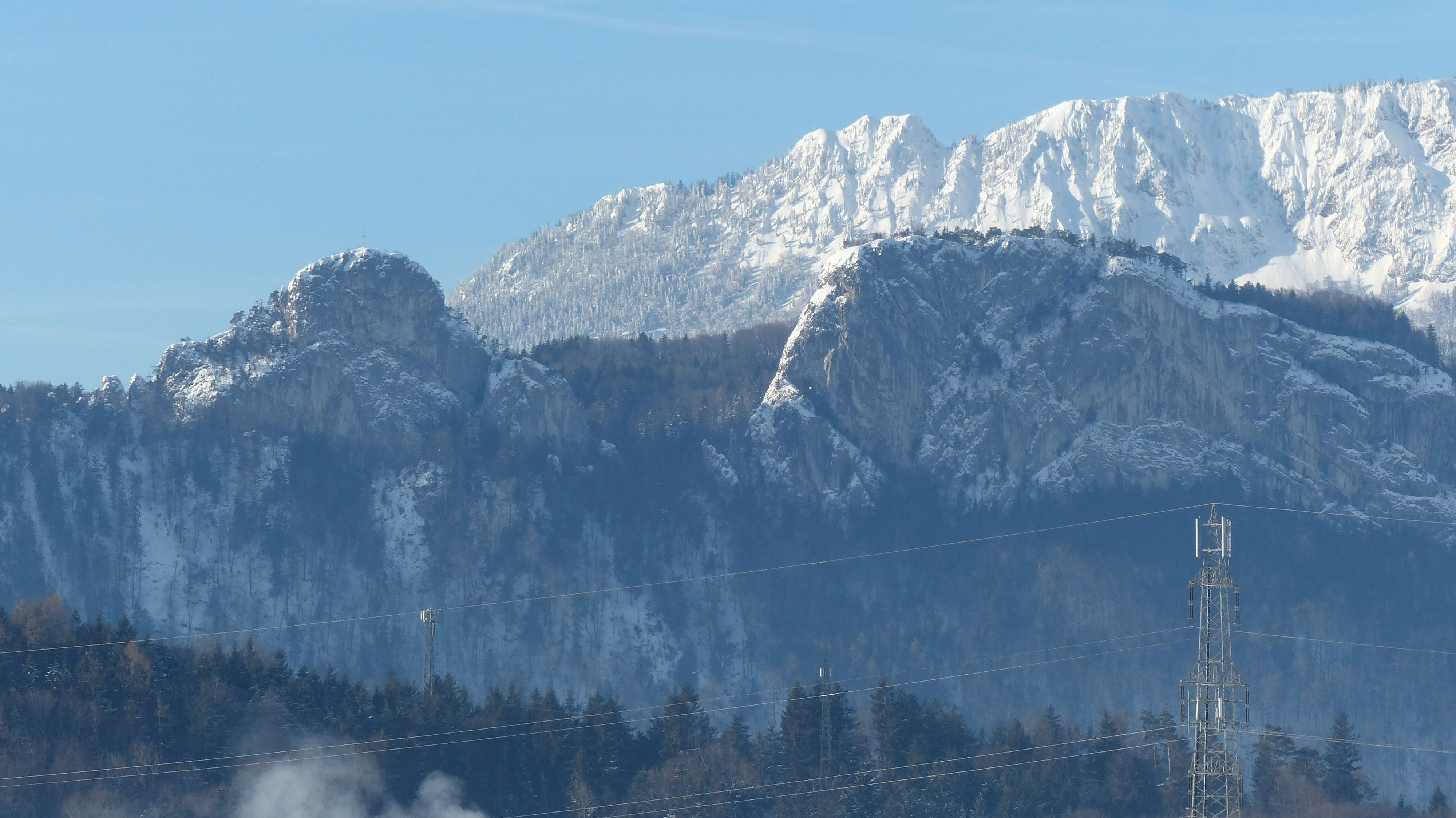
Barmsteine mit Untersberg

## Geologie
In der Geologie sind sie als Namensgeber des so genannten Barmsteinkalks, eines als Turbidit interpretierten Teils der Oberalm-Formation des höheren Jura, bekannt.

## Geotop
Großer und Kleiner Barmstein sind vom Bayerischen Landesamt für Umwelt als besonders wertvolles Geotop (Geotop-Nummer: 172R036) ausgewiesen.

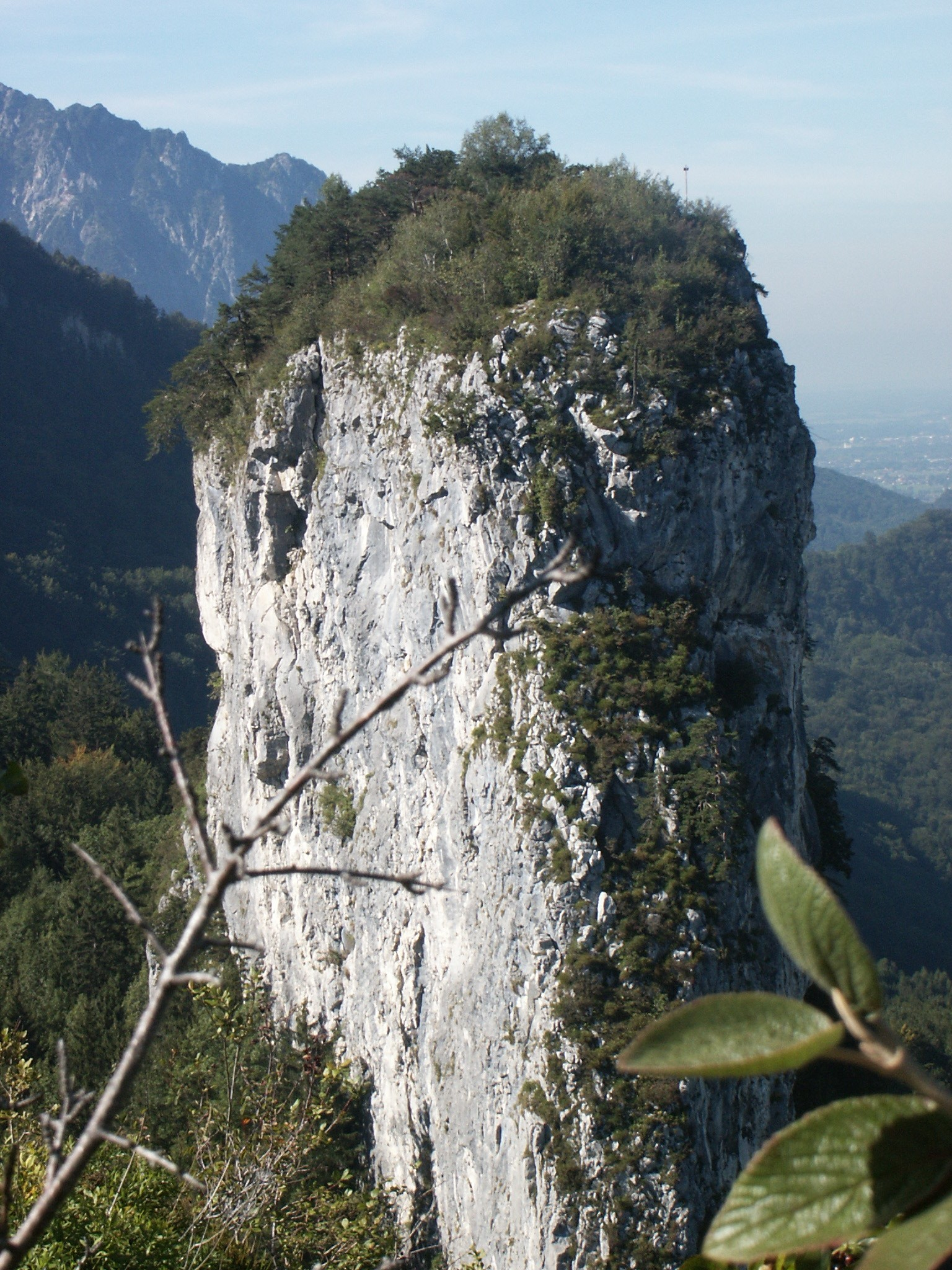
Der große Barmstein, rechts das Salzburger, links das Berchtesgadener Land
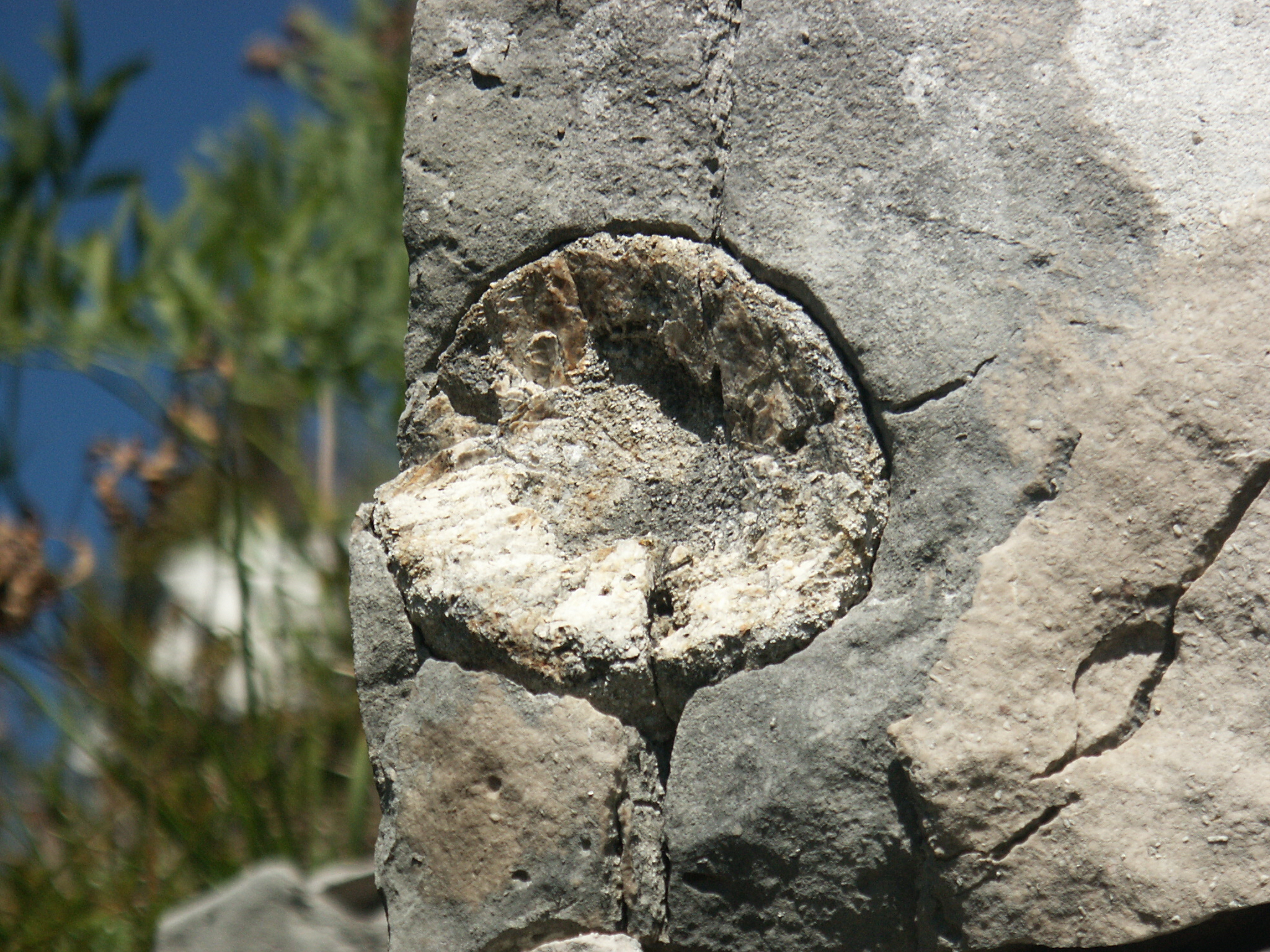
Eine Felseinlagerung am kleinen Barmstein

## Geschichte

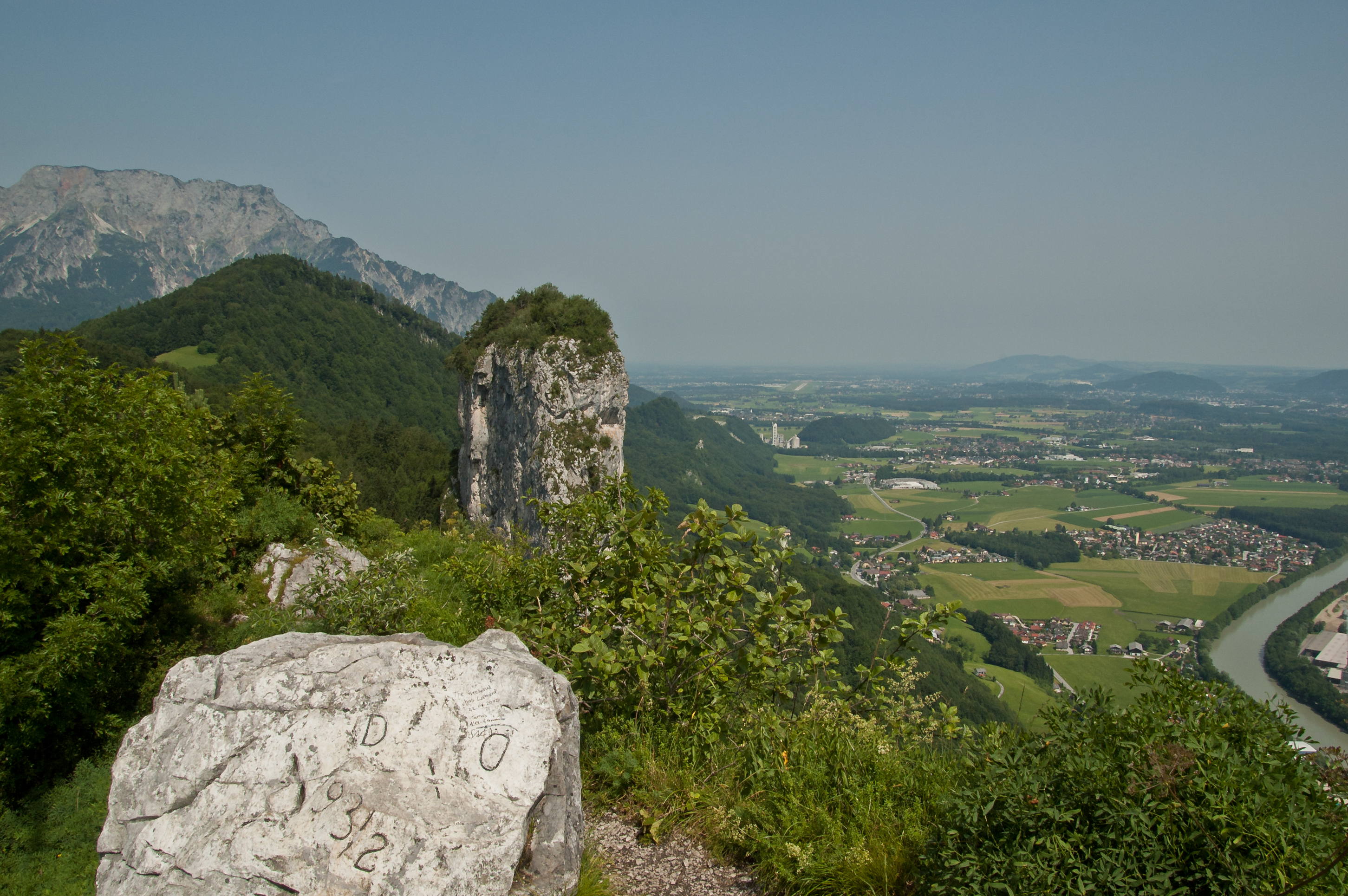
Kleiner Barmstein, Staatsgrenze D/A, Grenzzeichen 93/2 (Aufnahme von 2012)

Im Mittelalter wurden diese beiden Felsformationen als „Pürkstein“ und „Pöberstein“ bezeichnet, die Scharte dazwischen nannte man „Marchscharte“. In der Abhandlung von Franz Valentin Zillner (1816–1896) über das Salzwesen Salzburgs wird immer wieder von den „Pabensteinen“ geschrieben, als markante Felszacken an den steil abfallenden Gegenden des Tuval.
Durch die Barmsteine ziehen sich so genannte Windröhren (Windlöcher) bis zum Halleiner Weiler Kaltenhausen des Stadtteils Au, die ab dem 15. Jahrhundert zur Kühlung gelagerten Biers der nahegelegenen Brauerei Hofbräu Kaltenhausen genutzt wurden. Der Alpenvereinssteig auf den kleinen Barmstein wurde im Jahr 1885 angelegt und 1926 von der ÖAV-Sektion Hallein erneuert (durch Stufen und Drahtseile).
Auf dem Kleinen Barmstein wird seit 1815 ein Maibaum errichtet. Der Antransport per Hand gestaltet sich durch die ausgesetzte Lage schwierig, daher wird der Baum nicht jedes Jahr getauscht, sondern nur, wenn er abbricht oder in die Jahre kommt. Die Tradition verlangt, dass der frisch geschmückte Baum zum 12-Uhr-Läuten der Pfarr- und Wallfahrtskirche Dürrnberg steht. Als Belohnung erhalten die Beteiligten das sogenannte Moabambier („Maibaumbier“), ein Fass Bier vom Hofbräu Kaltenhausen. Dieses Recht ist seit 1841 verbrieft.
Auch während der Zeit des Nationalsozialismus wurden die Barmsteine sichtbar und unsichtbar genutzt: Neben der Nutzung von Stollen als Standort für Rüstungsindustrie wurde bereits vor dem Anschluss Österreichs an Deutschland mit weißer Farbe ein großes Hakenkreuz so angebracht, dass es in Richtung Österreich gut sichtbar war. Nach dem Krieg wurde es entfernt und ist heute kaum mehr erkennbar.
1992 bestieg der Schweizer Umwelt- und Menschenrechtsaktivist Bruno Manser den Kleinen Barmstein und verglich die markanten Felsformationen in Hallein mit dem zweigipfeligen Berg Batu Lawi im Kelabit-Hochland von Sarawak auf dem malaiischen Teil der Insel Borneo.

## Sage
Die Barmsteine werden von den Halleinern als Wahrzeichen der Stadt die „Halleiner Ohrwaschln“ genannt. Der Sage nach ist die Marchscharte zwischen den Felsen vom Teufel herausgebissen worden, als er von Bayern herüberschaute und in Kaltenhausen eine kirchliche Prozession sah.

## Klettern und Wandern
Vor allem bei Kletterern sind die Felstürme ein beliebtes Ziel, da sie bis in den späten Abend von der Sonne beschienen werden und leicht zu erreichen sind. Der Schwierigkeitsgrad des kleinen Barmstein liegt bei II bis III-, der große Barmstein hingegen ist klettertechnisch wesentlich anspruchsvoller. Neben den zwei großen Barmsteinen gibt es auch noch die Katzenbarmsteine, die sich am Südgrat des kleinen Barmsteins erstrecken. Dort gibt es auch einen Boulderpark.

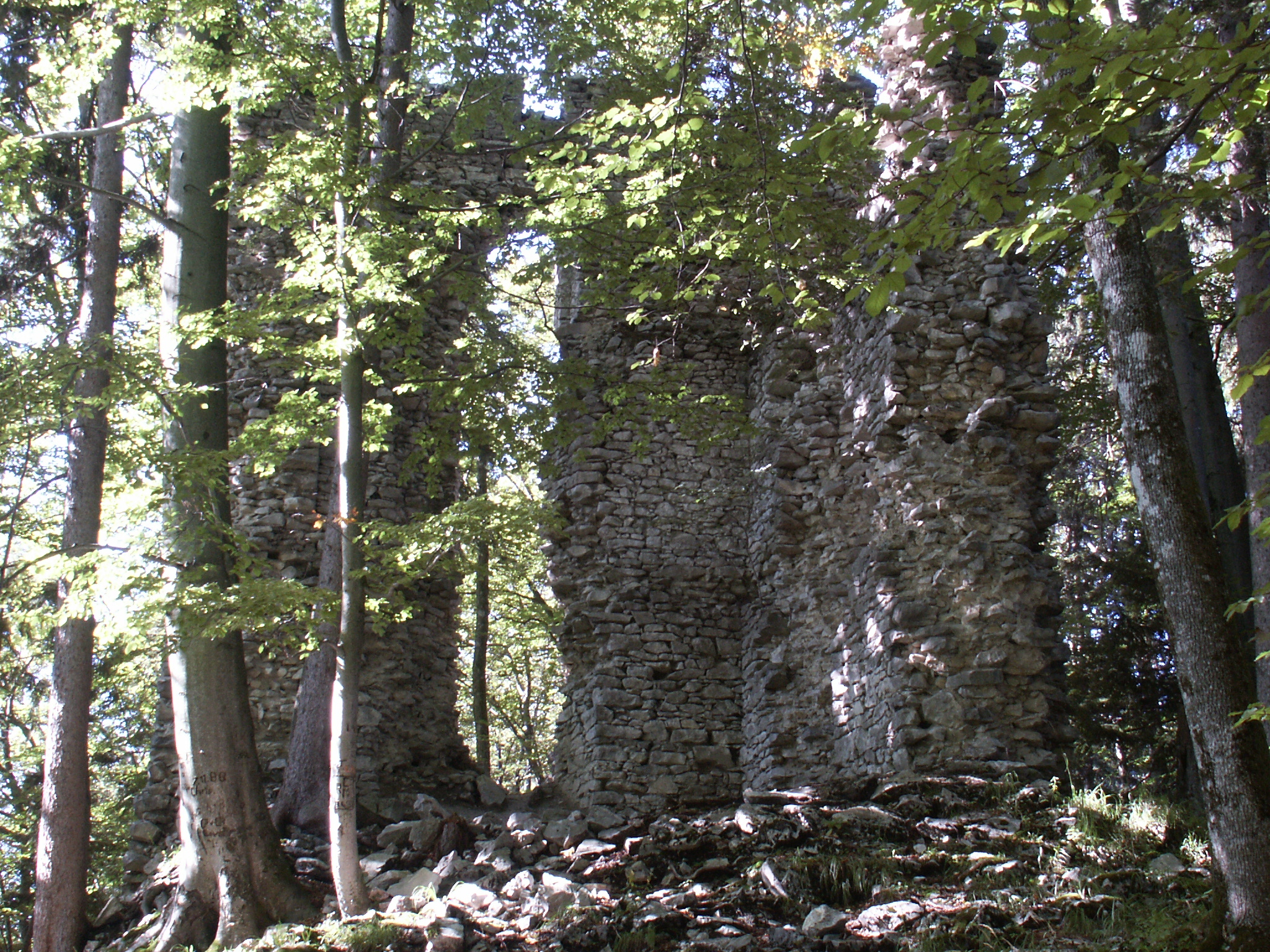
Die Ruine Thürndl östlich der Barmsteine

Die Barmsteine können aber auch über Steige mit in den Fels geschlagenen Stufen mit Geländern und einigen drahtseilversicherten Stellen einfach bestiegen werden. Am kleinen Barmstein befindet sich dieser Zustieg an der Südseite. Schwindelfrei und trittsicher sollte man aber für diese Anstiege trotzdem sein. Für Wanderer ist auch die Ruine Thürndl, die nur wenig östlich liegt, sehenswert.
Im Westen sind den Barmsteinen die Wald- und Wiesenhänge der Gnotschaft Mehlweg vorgelagert, über die man über die Köppelschneid nach Schellenberg wandern kann.
Im Januar 2008 wurde die Südseite des Kleinen Barmstein nach mehrmaligen Verstößen gegen die Kletterregeln vom Grundeigentümer mit Hilfe eines Zauns für Kletterer gesperrt.

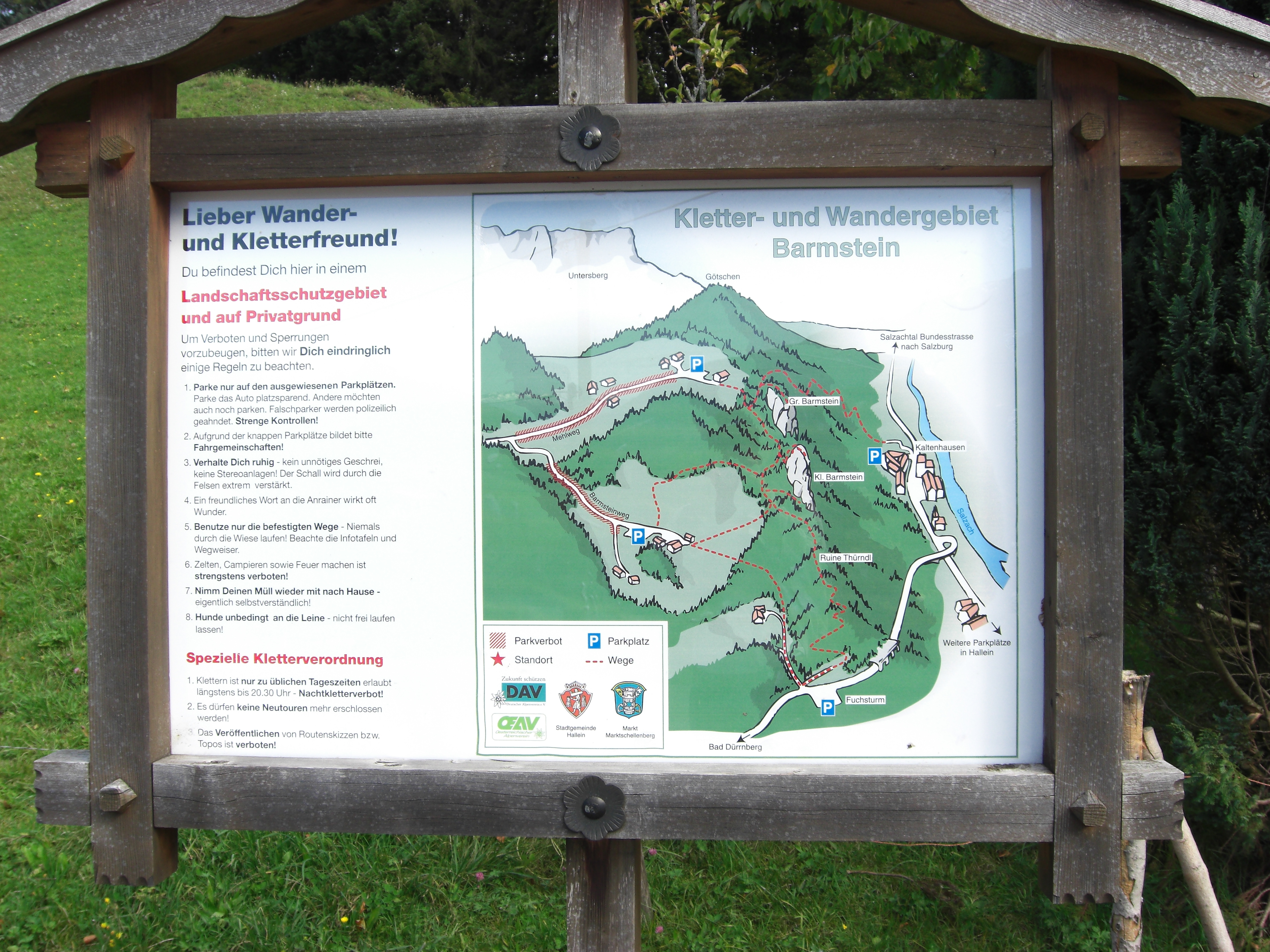
Die Kletterverordnung am Barmstein
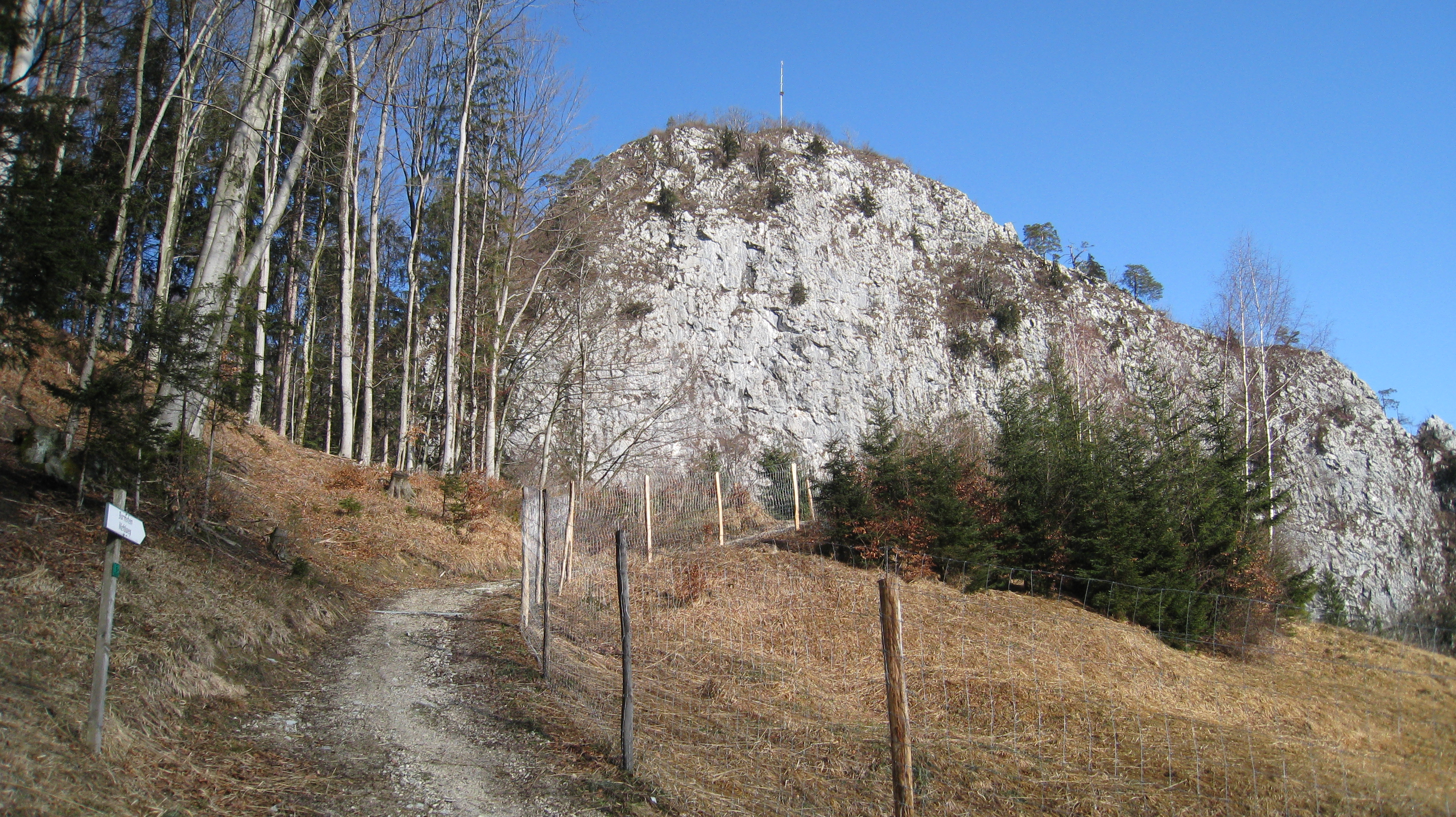
Zaun zur Sperre des Kleinen Barmsteins für Kletterer